# 채광훈
채광훈(1993년 8월 17일 ~ )은 대한민국의 축구 선수이며, 포지션은 풀백이다.

## 클럽 경력
과천에서 자라 상지대학교 축구부를 거쳐, 2016년 K리그 챌린지 FC 안양에 자유계약으로 입단하였다.
2020 시즌을 앞두고 K리그1 강원 FC로 이적하였다. 2020년 6월 5일에 열린 인천 유나이티드와의 리그 경기에서 강원 입단 이후 첫 골을 기록했다.
2021 시즌을 앞두고 K리그2 경남 FC로 이적하였다.
2022시즌을 앞두고 서울 이랜드 FC로 이적했다.